# Ненси Пелоси
Ненси Патриша Пелоси (рођ. Д'Алесандро) (енгл. Nancy Patricia D'Alesandro Pelosi, Балтимор, САД, 26. март 1940) је америчка политичарка која је од јануара 2011. лидер мањине Демократске странке у Представничком дому САД. Пелоси је између 2007. и 2011. била председница Представничког дома, прва жена која је држала ту позицију у историји САД, што је чини женом са највишим политичким положајем у историји САД, док Камала Харис 2021. године није постала потпредседник САД. Пелоси је чланица Представничког дома из савезне државе Калифорније од 1987. године. Живи у Сан Франциску.